# Інохоса-де-Харке

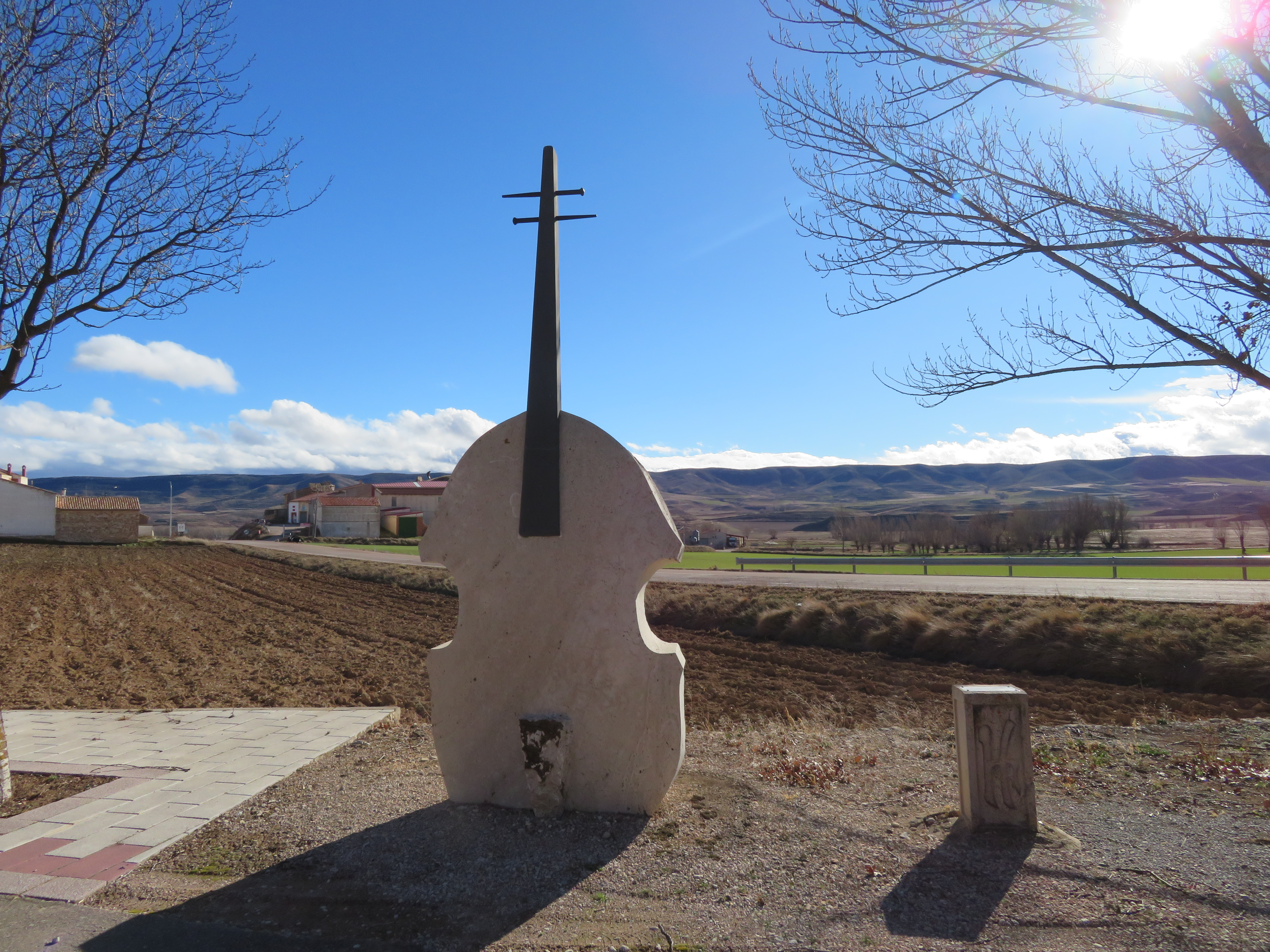
Інохоса-де-Харке.

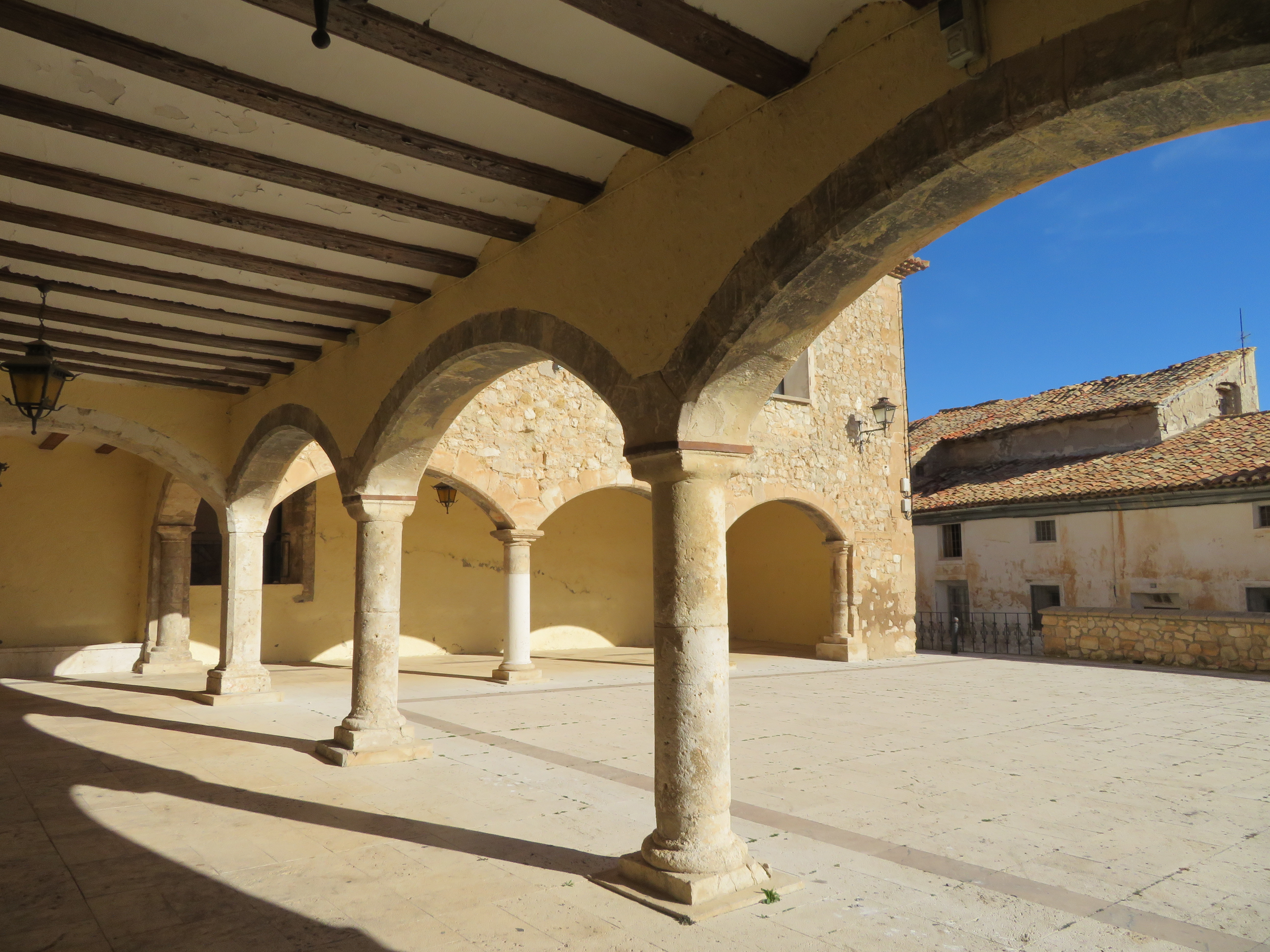
Інохоса-де-Харке.

Інохоса-де-Харке (ісп. Hinojosa de Jarque) — муніципалітет в Іспанії, у складі автономної спільноти Арагон, у провінції Теруель. Населення — 151 особа (2010).
Муніципалітет розташований на відстані близько 250 км на схід від Мадрида, 47 км на північний схід від міста Теруель.
На території муніципалітету розташовані такі населені пункти: (дані про населення за 2010 рік)

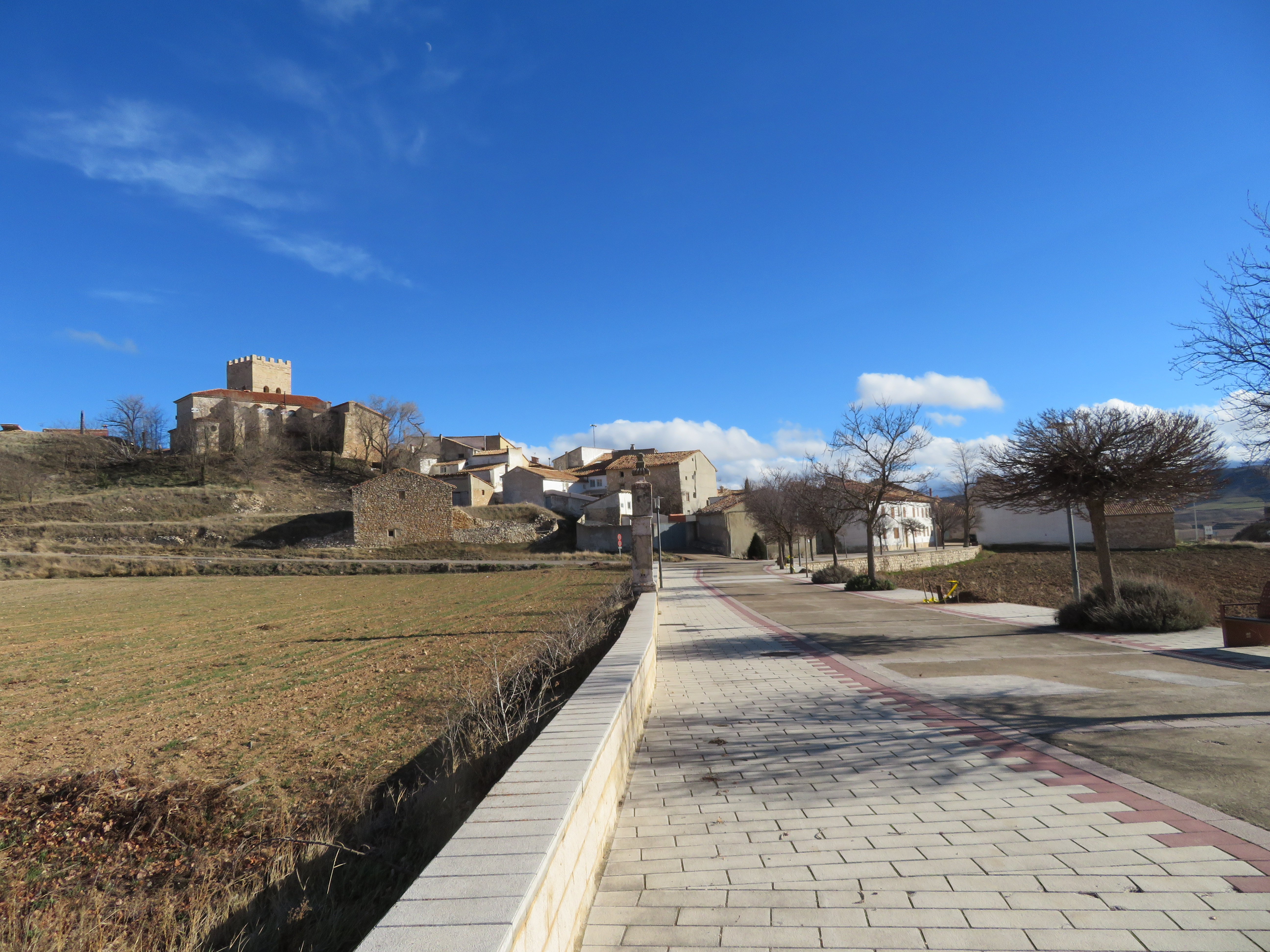
Інохоса-де-Харке.

- Інохоса-де-Харке.Інохоса-де-Харке.Кобатільяс: 26 осіб
- Інохоса-де-Харке: 125 осіб

## Демографія
Динаміка населення (INE ):